# La Nava de Ricomalillo
La Nava de Ricomalillo este un oraș din Spania, situat în provincia Toledo din comunitatea autonomă Castilia-La Mancha. Are o populație de 702 de locuitori.